# Wilhelm Schröder (Politiker, 1913)
Wilhelm Schröder (* 18. Oktober 1913 in Erfurt; † 2. Mai 1967 in Dresden) war ein deutscher Politiker und Funktionär der DDR-Blockpartei DBD. Er war Minister für Land- und Forstwirtschaft der DDR.

## Leben
Der Sohn eines Landarbeiters absolvierte nach dem Besuch der Volksschule eine Ausbildung zum Schlosser und war als Autoschlosser und Melker tätig. 1940 trat er der NSDAP bei. Er war Soldat der Wehrmacht und war bis 1948 in sowjetischer Kriegsgefangenschaft. Dort besuchte er eine Antifa-Schule.
1948 kehrte Schröder nach Deutschland zurück und wurde zunächst Neubauer. Er war 1948 Mitbegründer der DBD in Thüringen, 1949 DBD-Kreissekretär in Eckartsberga sowie 1949/1950 Landesgeschäftsführer der DBD Thüringen und von 1951 bis 1953 Mitglied des Parteivorstandes und Sekretariats der DBD. Von 1950 bis 1952 war er thüringischer Minister für Land- und Forstwirtschaft und nach den Landtagswahlen 1950 auch Abgeordneter im Thüringer Landtag. Bei der Konstituierung des Landtages am 3. November 1950 wurde er zu einem der fünf Vizepräsidenten des Landtages gewählt. Von Juni 1952 bis Mai 1953 war Schröder als Nachfolger von Paul Scholz Minister für Land- und Forstwirtschaft der DDR. Sein Rücktrittsgesuch aus Gesundheitsgründen wurde von Ministerpräsident Otto Grotewohl angenommen.  Anschließend war er stellvertretender Vorsitzender des Rates des Bezirkes Erfurt und Abgeordneter des Bezirkstages Erfurt. Von 1963 bis zu seinem Tode war er Vorsitzender des DBD-Bezirksverbandes Dresden und Abgeordneter des Bezirkstages Dresden.